# Tachina albifrons
Tachina albifrons là một loài ruồi trong họ Tachinidae.